# 928
928 (CMXXVIII) var ett skottår som började en tisdag i den julianska kalendern.

## Händelser

### Maj
- Maj eller juni – Sedan Johannes X har avlidit i maj väljs Leo VI till påve, men avlider själv efter ett halvår på posten.

### December
- December – Sedan Leo VI har avlidit samma månad väljs Stephanus de Gabrielli till påve och tar namnet Stefan VII.

### Okänt datum
- Brandenburg erövras av Henrik I av Sachsen.
- Meissen grundas.

## Födda
- Boris II av Bulgarien, tsar av Bulgarien.

## Avlidna
- Maj – Johannes X, påve sedan 914.
- December – Leo VI, påve sedan maj eller juni detta år.